# Perrigny, Yonne
Perrigny là một xã của Pháp,tọa lạc ở tỉnh Yonne trong vùng Bourgogne. Đây là một bộ phận của vùng đô thị Auxerre, một xã thuộc Cộng đồng các xã Auxerrois

## Thông tin nhân khẩu
| Năm | 1962 | 1968 | 1975 | 1982 | 1990 | 1999 |
| --- | ---- | ---- | ---- | ---- | ---- | ---- |
| Dân số | 515  | 520  | 711  | 1169 | 1103 | 1122 |
| From the year 1962 on: No double counting—residents of multiple communes (e.g. students and military personnel) are counted only once. |      |      |      |      |      |      |